# Virtual to LIVE
「Virtual to LIVE」（バーチャル トゥー ライブ）は、日本のバーチャルYouTuber（以下、「VTuber」）グループ「にじさんじ」の楽曲。同グループを運営するANYCOLORから2019年8月20日に公開された。にじさんじ1周年記念曲で、同グループのテーマソングと言えるような楽曲である。

## 概要
楽曲は作詞作曲編曲共にkz、ロゴデザインは有馬トモユキ、MVはろくんしが制作。歌唱は、楽曲発表当時のにじさんじの所属VTuber・月ノ美兎、静凛、樋口楓、える、剣持刀也、森中花咲、シスター・クレア、緑仙、ドーラ、本間ひまわり、鷹宮リオン、ジョー・力一が担当した。
CDは2019年夏のコミックマーケット96で先行販売された後、同年11月20日に配信開始された。その後、本曲は第1回VTuber楽曲大賞で楽曲部門・MV部門で共に第2位を獲得している。

## 別バージョン
にじさんじ全体のテーマ曲ということもあり、他の所属ライバーによる別バージョンも複数存在する。代表的な物を下記に挙げる。
さんばかver.(動画)
さんばか活動開始半年を記念して2019年9月22日投稿。歌はさんばかメンバーであるリゼ・ヘルエスタ、アンジュ・カトリーナ、戌亥とこ。
元にじさんじゲーマーズver.(動画)
2019年11月23日投稿。歌は元ゲーマーズメンバーである叶、赤羽葉子、笹木咲、本間ひまわり、葛葉、魔界ノりりむ、椎名唯華、雪汝、闇夜乃モルル。内雪汝とモルルは動画公開時点で卒業している。
SMC組ver.(動画)
SMC組活動開始2周年を記念して2021年7月3日投稿。歌はSMC組メンバーである夜見れな、加賀美ハヤト、葉加瀬冬雪。
インドネシア語版(動画)
2019年12月26日投稿。歌はタカ・ラジマン、ゼア・コルネリア、ハナ・マキア。
中国語版(動画)
2020年6月8日投稿。歌は艾因Eine、琉绮Ruki、七海Nanami、一果Ichigo、光一Kouichi、无理Muri、羽音Hanon、弥希Miki、星弥Hoshimi、阿萨Aza、罗伊Roi、蜜球兔Mitsusa。
LAZULIGHT INTO SPACE ver.(動画)
にじさんじEN始動1周年を記念して2022年5月16日投稿。歌はLAZULIGHTメンバーであるエリーラ・ペンドラ、ぽむれいんぱふ、フィナーナ竜宮。動画は高高度観測気球を用いて撮影された。
メイフver.(動画)
メリッサ・キンレンカ卒業記念として2022年6月1日投稿。歌はメイフメンバーであるメリッサ・キンレンカ、イブラヒム、フレン・E・ルスタリオ。
NIJIMelodyTime（動画）
国際歌メドレー企画のオープニングとして2022年8月27日投稿。歌は鈴谷アキ、森中花咲、シスタークレア、神田笑一、鷹宮リオン、竜胆尊、町田ちま、戌亥とこ、アンジュ・カトリーナ、三枝明那、レヴィ・エリファ、葉山舞鈴、葉加瀬冬雪、早瀬走、星川サラ、フレン・E・ルスタリオ、長尾景、弦月藤士郎、朝日南アカネ、周央サンゴ、レイン・パターソン、海妹四葉、壱百満天原サロメ、タカ・ラジマン、ハナ・マキア、ゼア・コルネリア、ミユ・オッタフィア、アミシア・ミシェラ、ライラ・アルストエメリア、ナラ・ハラマウン、デレム・カド、レザ・アファンルナ、シア・エカフィラ、ミン・スゥーハ、ガオン、ヤン・ナリ、ナ・セラ、エリーラ・ペンドラ、ぽむれいんぱふ、ペトラ・グリン、エナー・アールエット、ミリー・パフェ、遠藤霊夢、闇ノシュウ、浮奇ヴィオレタ、遊間ユーゴ。歌唱者数は48名と最大。
にじフェス2022ver.（動画）
にじフェス2022カフェステージのアーカイブとして2022年10月5日投稿。歌はハナ・マキア、ゼア・コルネリア、ヤン・ナリ、ハ・ユン、ユア、ツクモ、闇ノシュウ、ペトラ・グリン。それぞれの所属地域に合わせて歌唱言語（インドネシア語・韓国語・中国語・英語）が変わるのが特徴。
Ethyria World Edition（動画）
Ethyria活動開始1周年を記念して2022年10月10日投稿。歌はEthyriaメンバーであるエナー ・アールウェット、狐坂ニナ、遠藤霊夢。
ぽさんけver.（動画）
ぽさんけ活動開始4周年を記念して2023年10月10日投稿。歌はぽさんけメンバーである天宮こころ、エリー・コニファー、ラトナ・プティ。
1期生ver.（動画）
勇気ちひろ卒業記念として2024年1月31日投稿。歌は1期生メンバーである月ノ美兎、樋口楓、静凛、勇気ちひろ、える、渋谷ハジメ、鈴谷アキ、モイラ。

## カバー
- 鳳ここな(石見舞菜香)・千寿暦(鳥部万里子)・千寿いろは(岡咲美保)・連尺野初魅(葵井歌菜) - 音楽ゲーム「ワールドダイスター 夢のステラリウム」に追加収録。